# 開口 (光学)

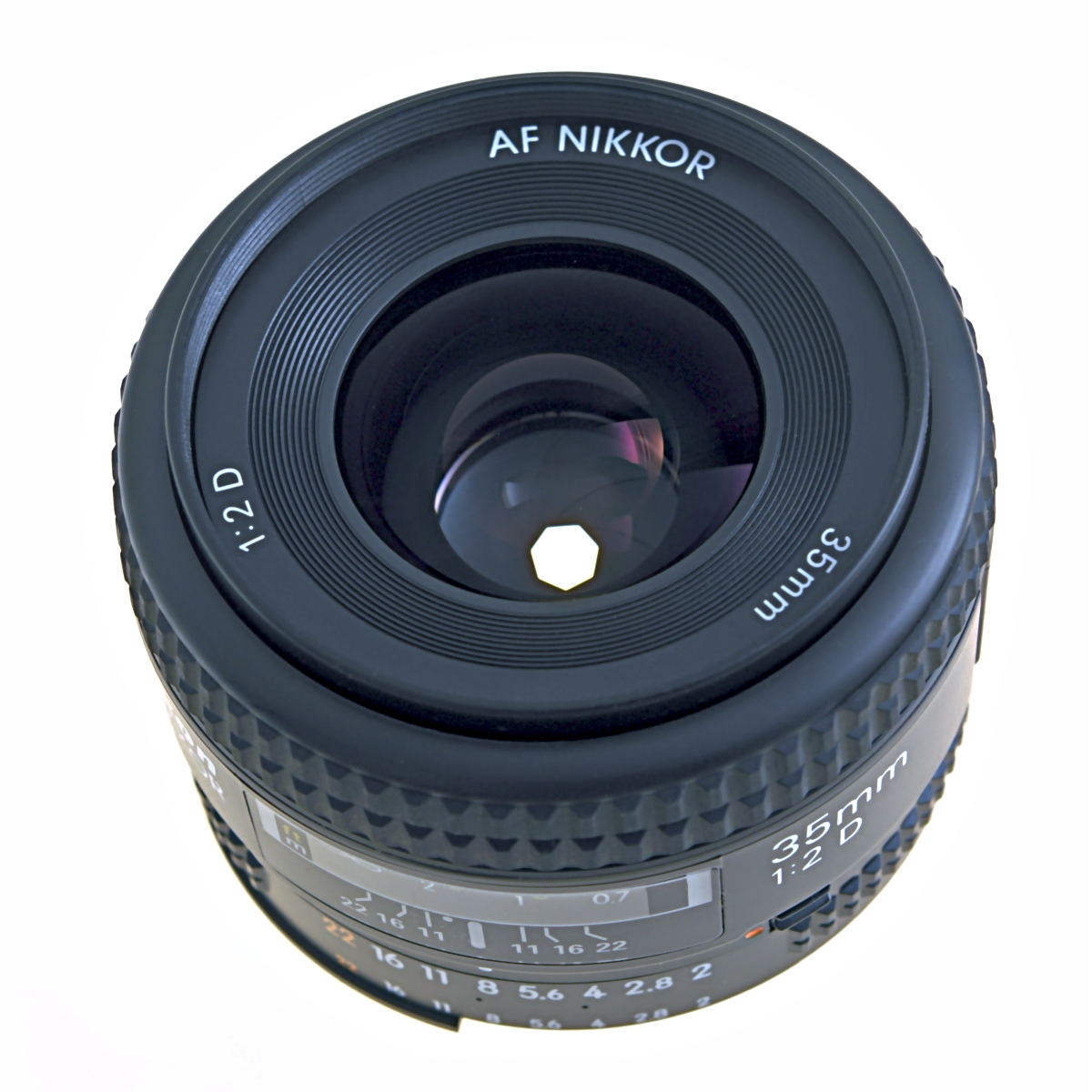
図1: 中心の7角形の孔が開口

開口（かいこう、英語: aperture）とは、光学系において、光量を調整するために、光を吸収する板状のもので光を遮り、光を一部だけを通すようにした孔のことである。アパーチャーともいう。
NDフィルターによる光量調整と異なり、焦点距離との関係であるF値や開口数が変化し、被写界深度や分解能が変化する。

## 特徴
開口は写真機や望遠鏡、光学顕微鏡などの光学機器において、光量の調節、分解能や被写界深度に影響を与えている。これらの機器には、開口を調整するため通常絞りがもうけられている。

### 光量との関係
フィルムなどに結像させる場合、フィルムにあたる光量が多すぎると、飽和してしまって真っ黒になり、撮影できなくなることがある。デジタルカメラなどCCDイメージセンサを用いているものでも、電荷結合素子が飽和して撮影できなくなる。しかし、開口を小さくして光量を減らすと、逆に感知できる閾値を下回り撮影できなくなる。

### 分解能との関係
開口を小さくすると、光の波長に少しずつ近づくため、分解能に影響を与える。

### 被写界深度との関係
開口を小さくすると、焦点距離と被写体の距離の誤差が現れにくくなるため、被写界深度に影響を与える。